# Arbre de Diane (Les Clayes-sous-Bois)
Pour les articles homonymes, voir Arbre de Diane.
L'arbre de Diane est un platane historique qui se trouve dans le parc de Diane aux Clayes-sous-Bois, dans le département français des Yvelines.

## Présentation

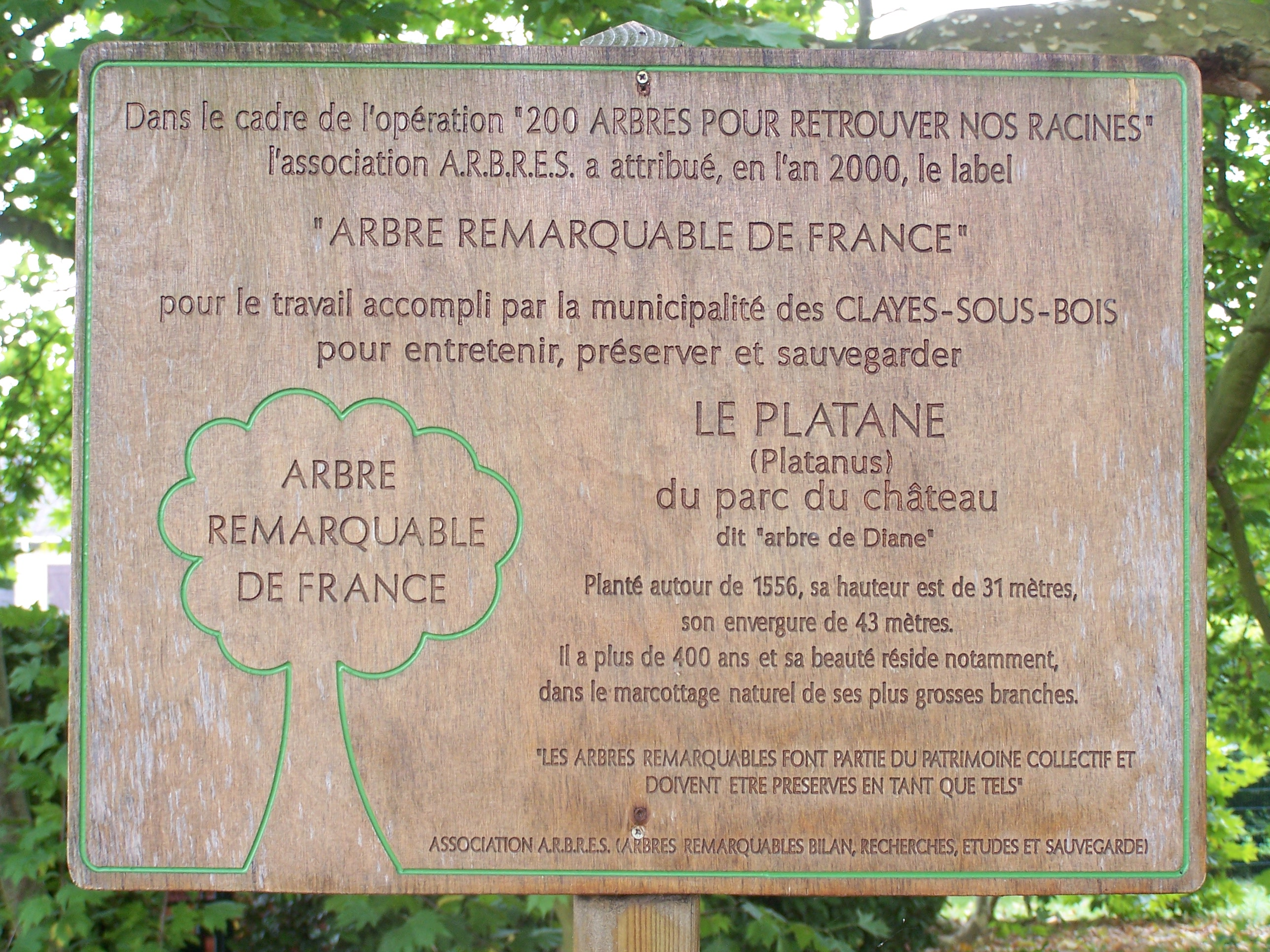
Panneau informatif (changé depuis).

L'arbre de Diane est appelé ainsi car il aurait été planté vers 1556 par Diane de Poitiers, la favorite d'Henri II, roi de France,.
Il est haut de 31 mètres, a une circonférence supérieure à 8 mètres, et une envergure de 43 mètres. Certaines de ses branches plongent dans le sol par marcottage naturel, créent des racines qui donnent naissance à de nouvelles boutures. Les racines captent l'humidité d'un étang situé à proximité.
Cet arbre a reçu en juillet 2000 le label « arbre remarquable de France » attribué par l'association A.R.B.R.E.S. (Arbres remarquables, bilan, recherches, études et sauvegarde).

## Galerie photographique

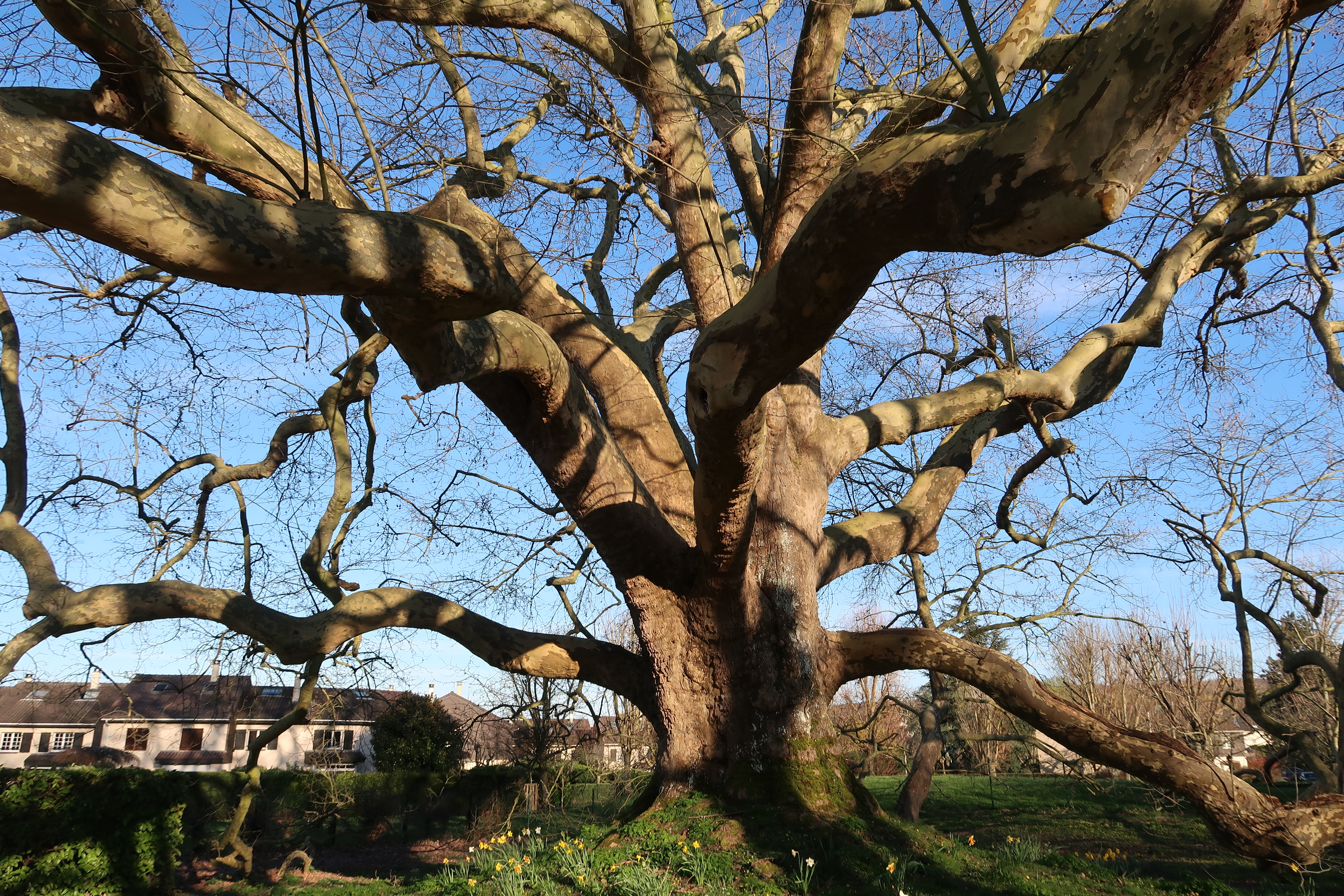
L'arbre de Diane en hiver, tronc et branches.
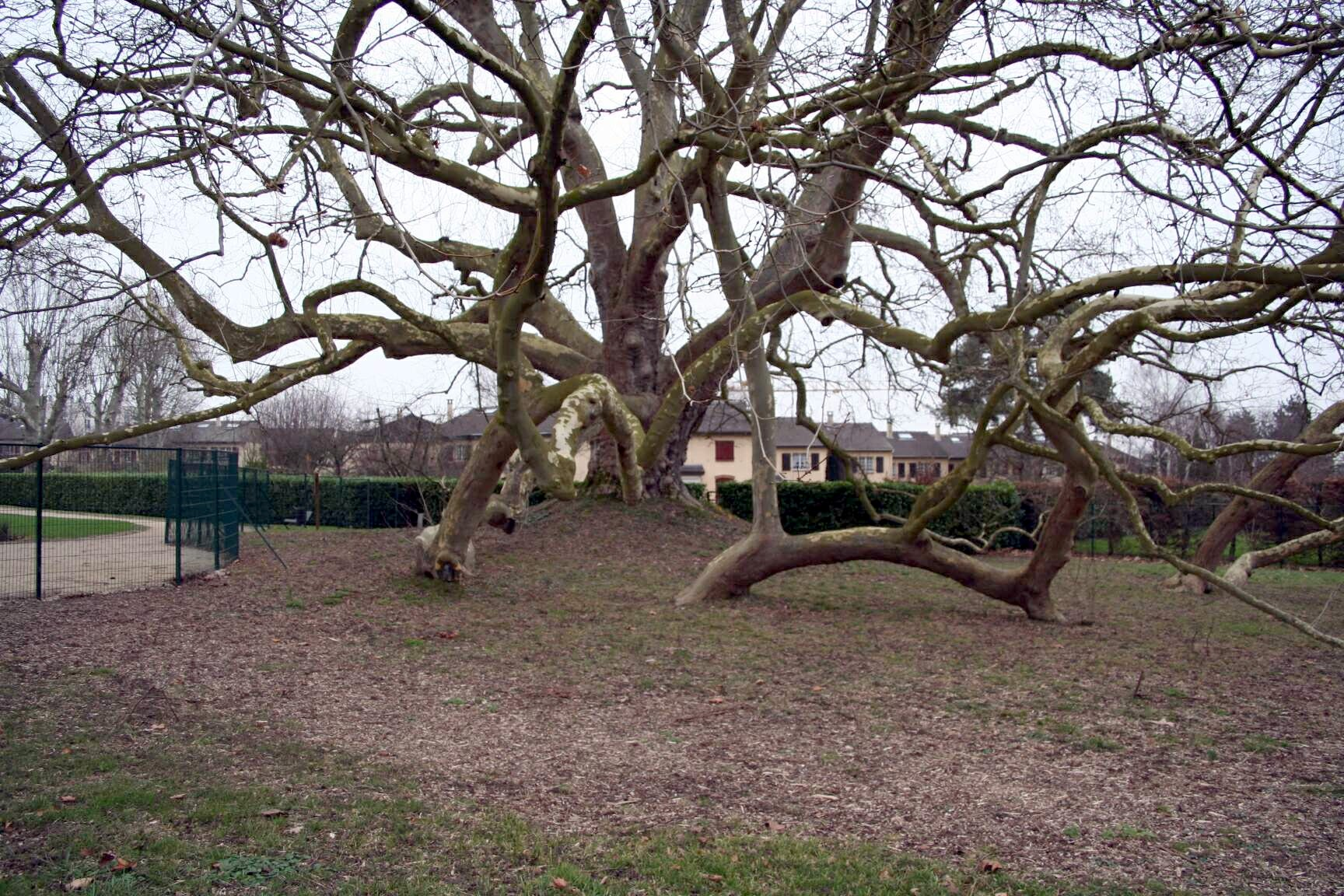
Vue de l'arbre montrant le spectaculaire marcottage naturel des branches basses.